# 38 Волопаса
38 Волопаса (лат. 38 Boötis), h Волопаса (лат. h Boötis), HD 130945 — одиночная звезда в созвездии Волопаса на расстоянии приблизительно 157 световых лет (около 48,3 парсеков) от Солнца. Видимая звёздная величина звезды — +5,757m. Возраст звезды определён как около 1,52 млрд лет.

## Характеристики
38 Волопаса — жёлто-белая звезда спектрального класса F6IVs, или F7IVw или F5. Масса — около 1,644 солнечной, радиус — около 2,543 солнечных, светимость — около 9,511 солнечных. Эффективная температура — около 6400 K.

## Планетная система
В 2019 году учёными, анализирующими данные проектов HIPPARCOS и Gaia, у звезды обнаружена планета.